# Eguesibar
Eguesibar (cooficialment en castellà Valle de Egüés) és un municipi de Navarra, a la comarca de Cuenca de Pamplona, dins la merindad de Sangüesa. Limita amb els municipis d'Aranguren al sud, Esteribar al nord, Lizoain a l'est, i Uharte, Burlata i Pamplona a l'oest.
Està constituït pels concejos d'Alzuza, Ardanaz, Azpa, Badostain, Egüés, Elcano, Elía, Ibiricu, Olaz i Sagaseta i els indrets d'Etxalaz, Egulbati, Eransus, Gorraiz, Ustarroz i Sarriguren.
Des del 25 de gener de 2012 la seua capital és al nucli de Sarriguren.

## Demografia
| 1897 | 1900 | 1930 | 1940 | 1950 | 1960 | 1970 | 1975 | 1981 | 1991 | 1999  | 2004  |
| ---- | ---- | ---- | ---- | ---- | ---- | ---- | ---- | ---- | ---- | ----- | ----- |
|      |      |      |      |      |      |      |      |      |      | 2.127 | 4.472 |